# Copa Rio Sul de Futsal de 2012
A Copa Rio Sul de Futsal de 2012 foi a 20a edição deste torneio.

## Primeira Fase
*Fonte Resultados:mendes.rj.gov.br/

### Turno
1ª RODADA
- Quinta-feira (22 de março):
  - Paulo de Frontin 1 x 4 Barra Mansa - Local: Ginásio Iracy Igayara, em Paulo de Frontin

- Quarta-feira (21 de março):
  - Resende 4 x 1 Vassouras - Local: Ginásio do Colégio Salesiano, em Resende
  - Três Rios 2 x 6 Valença - Local: Social Olímpico Ferroviário, em Três Rios

- Domingo (18 de março):
  - Volta Redonda 7 x 2 Itatiaia - Local: Ginásio da Ilha São João, em Volta Redonda
  - Barra do Piraí 2 x 2 Paulo de Frontin - Local: Ginásio Municipal de Barra do Piraí
  - Sapucaia 5 x 5 Três Rios - Local: Ginásio Durval Vieira, em Anta, distrito de Sapucaia
  - Porto Real 0 x 9 Valença - Local: Ginásio do Bairro de Fátima, em Porto Real

- Sábado (17 de março):
  - Mendes 10 x 3 Paty do Alferes - Local: Ginásio Nicola Sandora, em Mendes
  - Barra Mansa 4 x 3 Angra dos Reis - Local: Ginásio do Ilha Clube, em Barra Mansa

2ª RODADA
- Domingo (25 de março):
  - Piraí 7 x 3 Resende - Local: Ginásio Tutucão, em Piraí
  - Porto Real 4 x 8 Sapucaia - Local: Ginásio do bairro de Fátima, em Porto Real

- Sábado (24 de março):
  - Volta Redonda 3 x 2 Mendes - Local: Ginásio da Ilha São João, em Volta Redonda
  - Itatiaia 4 x 8 Paty do Alferes - Local: Ginásio Jarbas José dos Santos, em Itatiaia
  - Angra dos Reis 3 x 4 Barra do Piraí - Local:Ginásio do Bracuhy, em Angra dos Reis

3ª RODADA
- Domingo (1º de abril):
  - Paty do Alferes 2 x 10 Volta Redonda - Local: Ginásio Esportivo Municipal de Paty do Alferes
  - Barra do Piraí 5 x 1 Barra Mansa - Local: Ginásio Municipal de Barra do Piraí

- Sábado (31 de março):
  - Porto Real 1 x 5 Três Rios - Local: Ginásio do Bairro de Fátima, em Porto Real
  - Valença 6 x 1 Sapucaia - Local: Ginásio da Fundação André Arco Verde, em Valença

- Quinta-feira (29 de março):
  - Piraí 11 x 1 Vassouras - Local: Ginásio Tutucão, em Piraí

- Quarta-feira (28 de março):
  - Itatiaia 5 x 13 Mendes - Local: Ginásio Jarbas José dos Santos, em Itatiaia
  - Paulo de Frontin 2 x 0 Angra - Local: Ginásio Iracy Igayara, em Paulo de Frontin

### Returno
1ª RODADA
- Quinta-feira (12 de abril):
  - Vassouras 2 x 5 Resende - Local: Ginásio da Universidade Severino Sombra, em Vassouras

- Quarta-feira (11 de abril):
  - Itatiaia 7 x 4 Volta Redonda - Local: Ginásio Jarbas José dos Santos, em Itatiaia
  - Paty do Alferes 5 x 7 Mendes - Local: Ginásio Esportivo Municipal de Paty do Alferes

- Quinta-feira (5 de abril):
  - Barra Mansa 10 x 5 Paulo de Frontin - Local: Ginásio do Ilha Clube, em Barra Mansa

- Quarta-feira (4 de abril):
  - Valença 5 x 2 Três Rios - Local: Ginásio da Fundação André Arcoverde, em Valença
  - Barra do Piraí 7 x 6 Angra dos Reis - Local: Ginásio da U.G.B., em Barra do Piraí
  - Sapucaia 9 x 4 Porto Real - Local: Ginásio Durval Vieira, em Anta, distrito de Sapucaia

2ª RODADA
- Domingo (15 de abril):
  - Mendes 6 x 5 Volta Redonda - Local: Ginásio Nícola Sândora, em Mendes
  - Paty do Alferes 7 x 11 Itatiaia - Local: Ginásio Esportivo Municipal de Paty do Alferes
  - Três Rios 5 x 1 Sapucaia - Local: Social Olímpico Ferroviário, em Três Rio

- Sábado (14 de abril):
  - Resende 4 x 12 Piraí - Local: Ginásio do Colégio Salesiano, em Resende
  - Angra dos Reis 3 x 4 Barra Mansa - Local: Ginásio do Bracuhy, em Angra
  - Paulo de Frontin 1 x 6 Barra do Piraí - Local: Ginásio Iracy Igayara, em Paulo de Frontin

- Quinta-feira (12 de abril):
  - Valença 5 x 0 Porto Real - Local: Ginásio da Fundação André Arcoverde, em Valença

3ª RODADA
- Domingo (22 de abril):
  - Três Rios 2 x 0 Porto Real (WO) - Ginásio do Social Olímpico Ferroviário, em Três Rios
  - Sapucaia 6 x 3 Valença - Local: Ginásio Durval Vieira, em Anta, distrito de Sapucaia
  - Angra dos Reis 5 x 4 Paulo de Frontin - Local: Ginásio do Bracuhy, em Angra dos Reis

- Sábado (21 de abril):
  - Barra Mansa 5 x 8 Barra do Piraí - Local: Ginásio do Ilha Clube, em Barra Mansa

- Quinta-feira (19 de abril):
  - Vassouras 1 x 10 Piraí - Local: Ginásio da Universidade Severino Sombra, em Vassouras
  - Volta Redonda 5 x 2 Paty do Alferes - Local: Ginásio da Smel, na Ilha São João, em Volta Redonda
  - Mendes 9 x 6 Itatiaia - Local: Ginásio Nicola Sandora, em Mendes

## Segunda Fase

### Turno
1ª RODADA
- Quinta-feira (26 de abril):
  - Mendes 10 x 3 Barra Mansa - Local: Ginásio Nicola Sandora, em Mendes
  - Barra do Piraí 2 x 3 Volta Redonda - Local: Ginásio da UGB, em Barra do Piraí

- Quarta-feira (25 de abril):
  - Piraí 5 x 1 Três Rios - Local: Ginásio Tutucão, em Piraí
  - Valença 6 x 1 Resende - Local: Ginásio da Fundação Dom André Arcoverde, em Valença

2ª RODADA
- Domingo (29 de abril):
  - Volta Redonda 0 x 4 Piraí - Local: Ginásio da Ilha São João, em Volta Redonda
  - Três Rios 0 x 8 Barra do Piraí - Local: Ginásio do Social Olímpico Ferroviário, em Três Rios

- Sábado (28 de abril):
  - Resende 3 x 6 Mendes - Local: Ginásio do Colégio Salesiano, em Resende
  - Barra Mansa 3 x 5 Valença - Local: Ginásio do Ilha Clube, em Barra Mansa

3ª RODADA
- Quinta-feira (3 de maio):
  - Volta Redonda 5 x 1 Três Rios - Local: Ginásio da Ilha São João, em Volta Redonda
  - Valença 4 x 5 Mendes - Local: Ginásio da Fundação André Arcoverde, em Valença

- Quarta-feira (2 de maio):
  - Barra do Piraí 1 x 1 Piraí - Local: Ginásio da UGB, em Barra do Piraí
  - Resende 7 x 6 Barra Mansa - Local: Ginásio do Colégio Salesiano, em Resende

### Returno
1ª RODADA
- Domingo (6 de maio):
  - Três Rios 3 x 3 Volta Redonda - Local: Ginásio do Social Olímpico Ferroviário, em Três Rios.
  - Barra Mansa 8 x 5 Resende - Local: Ginásio do Ilha Clube, em Barra Mansa.

Sábado (5 de maio)
- - Mendes 4 x 3 Valença - Local: Ginásio Nicola Sandora, em Mendes.
  - Piraí 3 x 7 Barra do Piraí - Local: Ginásio Tutucão, em Piraí.

2ª RODADA
- Quinta-feira (10 de maio):
  - Barra Mansa 5 x 5 Mendes - Local: Ginásio do Ilha Clube, em Barra Mansa.
  - Resende 1 x 5 Valença - Local: Ginásio do Colégio Salesiano, em Resende.

- Quarta-feira (9 de maio):
  - Volta Redonda 1 x 5 Barra do Piraí - Local: Ginásio da Smel, na Ilha São João, em Volta Redonda.
  - Três Rios 3 x 7 Piraí - Local: Ginásio do Social Olímpico Ferroviário, em Três Rios.

3ª RODADA
- Domingo (13 de maio):
  - Valença 6 x 0 Barra Mansa - Local: Ginásio da Fundação André Arcoverde, em Valença
  - Mendes 16 x 2 Resende - Local: Ginásio Nicola Sandôra, em Mendes

- Sábado (12 de maio):
  - Barra do Piraí 4 x 1 Três Rios - Local: Ginásio Municipal de Barra do Piraí
  - Piraí 5 x 6 Volta Redonda - Local: Ginásio do Tutucão, em Piraí

## Semifinais

### Semifinal 1
| Time           | Jogo1 (16 de maio) Ginásio da Fundação André Arcoverde (Valença) | Jogo2 (19 de maio) Ginásio Municipal (Barra do Piraí) |
| -------------- | ---------------------------------------------------------------- | ----------------------------------------------------- |
| Barra do Piraí | 2                                                                | 2                                                     |
| Valença        | 3                                                                | 2                                                     |

### Semifinal 2
Como Mendes havia vencido o primeiro jogo e tinha a vantagem do empate, a 2a partida seguiu para a prorrogação, que terminou em 0 a 0. Com o resultado, Mendes garantiu a vaga para a final.
| Time   | Jogo1 (17 de maio) Ginásio Tutucão (Piraí) | Jogo2 (20 de maio) Ginásio Nícola Sandôra (Mendes) |
| ------ | ------------------------------------------ | -------------------------------------------------- |
| Piraí  | 3                                          | 5 (0)                                              |
| Mendes | 5                                          | 2 (0)                                              |

### Final
Valença sagrou-se campeã desta edição da Copa Rio Sul de Futsal, após vencer Mendes nos dois jogos da final.
| Time    | Jogo1 (27 de maio) Ginásio da Fundação André Arcoverde (Valença) | Jogo2 (30 de maio) Ginásio Nícola Sandôra (Mendes) |
| ------- | ---------------------------------------------------------------- | -------------------------------------------------- |
| Valença | 1                                                                | 4                                                  |
| Mendes  | 0                                                                | 2                                                  |

### Campeão
| Copa Rio Sul de Futsal de 2012 |
| ------------------------------ |
| Valença Campeão (1º título)    |